# Square Mozart
Square Mozart är en återvändsgata i Quartier de la Muette i Paris sextonde arrondissement. Gatan är uppkallad efter tonsättaren Wolfgang Amadeus Mozart (1756–1791). Square Mozart börjar vid Avenue Mozart 28–28 bis.

## Omgivningar
- Notre-Dame-d'Auteuil
- Sainte-Bernadette
- Chapelle Sainte-Thérèse
- Notre-Dame-de-Grâce de Passy
- Villa Mozart
- Rue Dangeau

## Bilder
| - Gatuskylt. - Notre-Dame-d'Auteuil. - Sainte-Bernadette. - Chapelle Sainte-Thérèse. - Notre-Dame-de-Grâce de Passy. |

## Kommunikationer
- Tunnelbana – linje  – La Muette
- Tunnelbana – linje  – Ranelagh
- Busshållplats La Muette – Boulainvilliers – Paris bussnät
- Busshållplats Les Vignes – Boulainvilliers – Paris bussnät

### Webbkällor
- ”Square Mozart”. Mairie de Paris. https://web.archive.org/web/20160303174859/http://www.v2asp.paris.fr/commun/v2asp/v2/nomenclature_voies/Voieactu/6567.nom.htm. Läst 3 januari 2024.
- ”Square Mozart (16ème arrondissement)”. Les rues de Paris. https://web.archive.org/web/20160406130450/http://www.parisrues.com/rues16/paris-16-square-mozart.html. Läst 3 januari 2024.